# فیلیپ بودورو
فیلیپ بودورو (انگلیسی: Philip Boedoro؛ زادهٔ ۲۱ مهٔ ۱۹۵۸) سیاست‌مدار اهل وانواتو است. وی از ۳ سپتامبر ۲۰۱۴ تا ۲۲ سپتامبر ۲۰۱۴ رئیس‌جمهور موقت وانواتو بود.